# Wet op de algemene veiligheid
De wet op de algemene veiligheid (Frans: Loi (relatif à des mesures) de sûreté générale) was een controversiële Franse wet die gold ten tijde van het Tweede Franse Keizerrijk en het keizerlijke regime van Napoleon III meer bevoegdheden gaf om op te treden tegen politieke tegenstanders.

## Inhoud
De wet op de algemene veiligheid liet toe om gevangenisstraffen op te leggen aan opposanten van het keizerlijke regime en om personen die sinds 1848 waren veroordeeld voor een politiek misdrijf te arresteren, te verbannen of te deporteren zonder enige vorm van proces. Ze voorzag bovendien in geldboetes en gevangenisstraffen voor personen die acties beraamden tegen het regime van keizer Napoleon III.

## Aanleiding

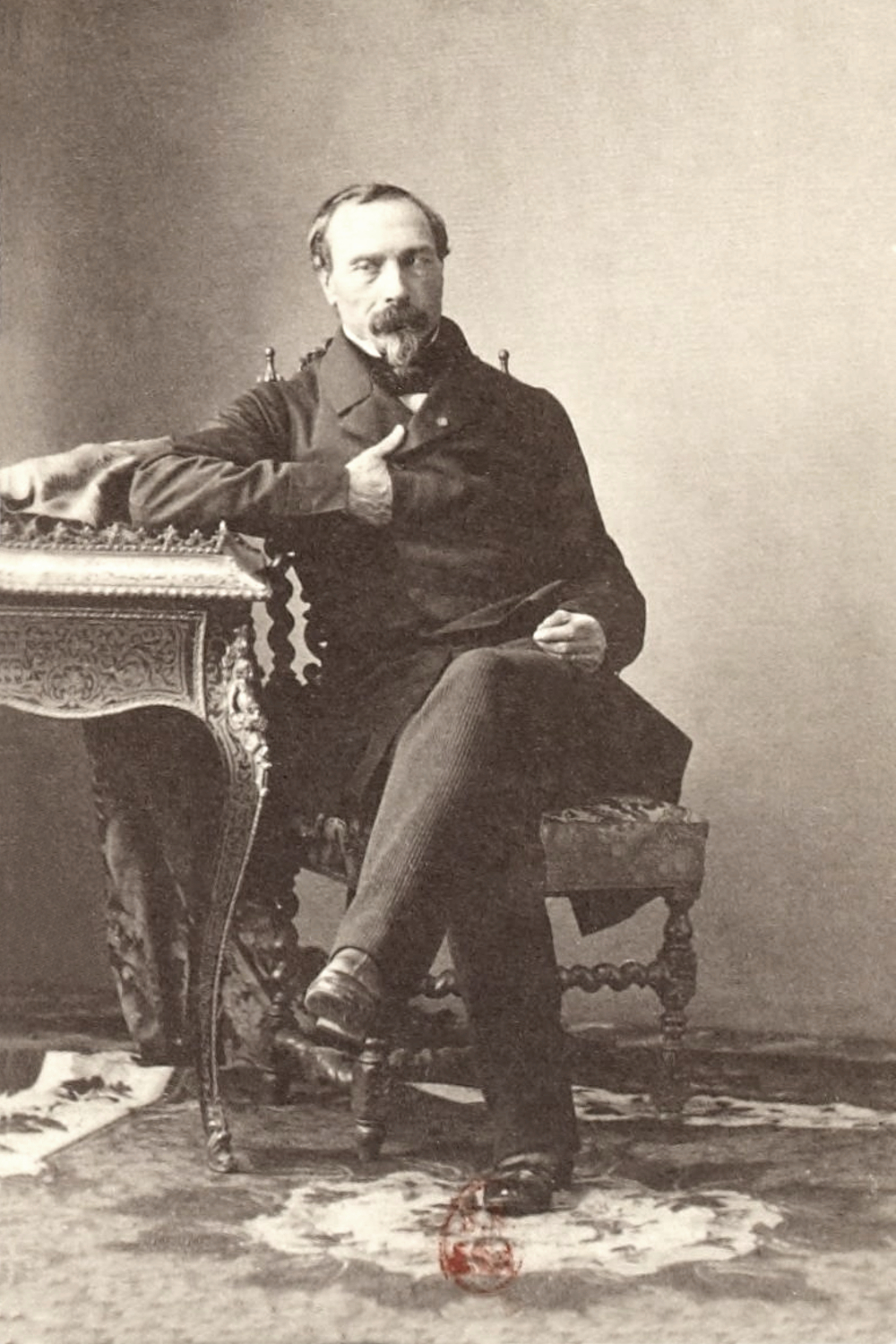
Minister van Binnenlandse Zaken Charles-Marie-Esprit Espinasse.

Reeds eerder, bij wet van 10 juni 1853, werden er regels ingevoerd om op te treden tegen politieke tegenstanders door hen te deporteren naar Tahuata in Frans-Polynesië.
Na de mislukte aanslag op Napoleon III door Felice Orsini op 14 januari 1858, volgde een verharding van het keizerlijke beleid aangaande politieke tegenstanders. Verscheidene dagbladen werden verboden. Het Franse grondgebied werd ook ingedeeld in vijf militaire departementen met aan het hoofd een maarschalk. Bovendien werd de voor de aanslag politiek verantwoordelijke minister van Binnenlandse Zaken Adolphe Billault op 7 februari ontslagen en vervangen door generaal Charles-Marie-Esprit Espinasse, die bekend stond om zijn ijzeren hand. Ook het indienen van het ontwerp van de wet op de algemene veiligheid kaderde binnen dit pakket van maatregelen.
Snel na zijn benoeming tot minister van Binnenlandse Zaken beval generaal Espinasse de prefecten om "de meest gevaarlijke personen" in hun departement te arresteren en legde daarvoor vooraf het quotum van 1.000 verdachten op. Als verdachte werd beschouwd iedereen die reeds tussen 1848 en 1851 (in de periode van de Tweede Franse Republiek) was veroordeeld voor politieke misdrijven of die was vervolgd in de nasleep van de staatsgreep van 2 december 1851. Het waren vooral republikeinen en socialisten die door deze maatregel werden geviseerd. Als gevolg van deze maatregel werden onder andere Louis Blanc, Alexandre Martin, Armand Barbès en Louis Auguste Blanqui gearresteerd.
De Franse prefecten arresteerden ongeveer 1.000 personen, zij het op volledig arbitraire wijze. Ongeveer 430 van hen werden ook effectief gedeporteerd naar Frans-Algerije.

## Parlementaire werkzaamheden
Tegelijkertijd met de willekeurige arrestaties door de prefecten werd er ook een wettelijk kader geschapen om politieke tegenstanders te vervolgen. In het Wetgevend Lichaam werd op 1 februari 1858 een wetsvoorstel ingediend. Het voorstel werd echter aarzelend en terughoudend ontvangen onder de volksvertegenwoordigers vanwege de grote budgettaire gevolgen die de wet met zich zou meebrengen. Deportatie was immers duurder dan verbanning: men diende niet alleen het transport te betalen, ook de bewaking van de gedeporteerden had zijn prijs. De wet op de algemene veiligheid zou in het Wetgevend Lichaam worden goedgekeurd met 227 stemmen voor en 24 stemmen tegen. De tegenstemmers waren vooral oppositieleden. Onder hen bevonden zich graaf Maurice de Flavigny en de latere eerste minister Émile Ollivier, wiens vader in 1852 was verbannen naar Cayenne in Frans-Guyana.
De wet werd in een mum van tijd door het parlement gejaagd, want zij werd reeds in dezelfde maand afgekondigd, op 27 februari 1858. Dit snelle wetgevingsproces, dat in strijd was met de beginselen van behoorlijke wetgeving nauwelijks aan een volwaardig parlementair debat werd onderworpen, toonde ook de kwetsbaarheid aan van het keizerlijke regime op dat moment.
In de Senaat stemde enkel generaal Patrice de Mac Mahon tegen de wet. 135 andere senatoren stemden voor.

## Algemene amnestie van 1859
De wet op de algemene veiligheid werd kritisch onthaald in de Franse publieke opinie. Deze felle tegenstand onder de bevolking maakte dat keizer Napoleon III al snel besloot de wet niet langer toe te passen. Op 16 augustus 1859 verleende hij vervolgens algemene amnestie aan 1.800 politieke bannelingen en opposanten die sinds de staatsgreep van 2 december 1851 waren veroordeeld of verbannen. Verscheidene politieke tegenstanders, zoals Victor Hugo, weigeren echter om hierop terug te keren naar Frankrijk. Hij schreef hierover: "Fidèle à l'engagement que j'ai pris vis à vis de ma conscience, je partagerai jusqu'au bout l'exil de la liberté. Quand la liberté rentrera, je rentrerai.". Victor Hugo zou nog in ballingschap blijven tot de van van het Keizerrijk in 1870. Andere opposanten die weigerden terug te keren waren onder meer Louis Blanc, Victor Schœlcher en Edgar Quinet.
Hoewel de wet sindsdien niet meer werd toegepast, zou ze pas in 1870 worden afgeschaft, wat maakte dat ze mogelijks nog altijd had kunnen worden toegepast in de periode 1859-1870.

## Wet van 30 juli 1881
Ten tijde van de Derde Franse Republiek werd bij wet van 30 juli 1881 een pensioen toegekend aan iedereen die politiek was vervolgd na de staatsgreep van 2 december 1851 of op grond van de wet van 27 februari 1858 op de algemene veiligheid. Er werd een commissie opgericht die de aanvragen diende te onderzoeken. Deze werd voorgezeten door de minister van Binnenlandse Zaken en bestond uit vertegenwoordigers van diens ministerie, uit staatsraden, uit vier senatoren (Victor Hugo, Jean-Baptiste Massé, Elzéar Pin en Victor Schœlcher) en uit vier volksvertegenwoordigers (Louis Greppo, Noël Madier de Montjau, Martin Nadaud en Alexandre Dethou).